# 1982년–1985년 삼미 슈퍼스타즈 시즌
1982년–1985년 삼미 슈퍼스타즈 시즌은 삼미 슈퍼스타즈가 KBO 리그에 참가했던 시즌이다.

## 1982년
- 순위 : 전기 6위(최하위), 후기 6위(최하위), 통합 6위(최하위)
- 감독 : 박현식 (중도 경질)
- 감독 대행 : 이선덕
- 구단 역사상 유일하게 팀 WAR이 음수였던 시즌이다.
- 시즌 승률 0.188로 역대 단일 시즌 최저 승률을 기록했다.
- 시즌 15승으로 역대 단일 시즌 최소 승리 기록
- 후기리그 승률 0.125로 역대 기별 최저 승률을 기록했다.
- 역대 유일 단일 시즌 특정팀 상대 전패를 당했다. (OB 베어스 상대로 16전 16패)
- 원정 21연패로 역대 원정 최다 연패를 당했다.
- 시즌 2954타석 637안타 914루타 272타점 302득점으로 역대 단일 시즌 팀 최소 타석, 안타, 루타, 타점, 득점을 달성했다.
- 볼넷 221개, 고의4구 3개, 사사구 250개를 얻어내는데 그쳐 역대 단일 시즌 최소 볼넷, 고의4구, 사사구를 기록했다.
- 팀 WAR -0.95, 투수 WAR -6.74, 선발투수 WAR -0.63, 구원투수 WAR -6.11로 이는 모두 KBO 리그 역대 최저 기록이다. 그리고 이 시즌 투수들은 총 692이닝 투구에 그쳐 역대 단일 시즌 최소 이닝 투구 기록을 세웠고, 175탈삼진으로 역대 단일 시즌 팀 최소 탈삼진 기록을 세웠다.
- 한상연은 1964년생으로, KBO 리그 역대 10대 투수 중 최초로 등판한 투수다.
- 김재현은 전반기 14패 107실점 93자책점으로 KBO 리그 단일 시즌 전반기 최다 기록을 세웠다.
- 박경호는 4번의 보크를 범해 역대 단일 시즌 최다 보크 타이 기록을 세웠다.
- 우익수 양승관은 이 시즌에 해태 타이거즈의 김일권을 우익수 앞 땅볼 아웃으로 잡아내어 KBO 리그 사상 최초의 외야수 앞 땅볼 아웃을 만들어낸 주인공이 되었다. 그러나 인플레이 타구 192개를 만들어내는 데 그쳐 규정 타석을 채운 타자 중 구단 사상 단일 시즌 최소 기록을 세웠다.
- 인호봉은 WAR -2.36, 구원WAR -2.40, 피출루율 0.422으로 KBO 리그 사상 단일 시즌 최저 투수 WAR, 구단 사상 단일 시즌 최저 WAR[1], 구단 사상 단일 시즌 최저 구원WAR, 규정 이닝 충족 투수들 중 구단 사상 단일 시즌 최고 피출루율과 최저 잔루율을 기록했다.
- 김동철은 1승 9패 평균자책점 7.06, WHIP 1.90, 조정 평균자책점 56.9, K/BB 0.37로 KBO 리그 역대 단일 시즌 최고 평균자책점, 최고 이닝 당 출루허용률, 최저 조정 평균자책점, 단일 시즌 최저 볼넷 허용 대비 탈삼진을 기록했다. 결국 이로 인해 시즌 후 방출되었으며, 이듬해 스스로 목숨을 끊어 역대 KBO 리그 선수 중 가장 먼저 세상을 떠난 선수라는 비극적인 기록의 주인공이 되었다. 한편 그는 4월 5일 롯데 자이언츠와의 경기에서 한 차례 타석을 소화하여 KBO 리그 역대 처음으로 통산 한 타석만 소화한 선수가 되기도 했다.
- 감사용은 후반기 19피홈런으로 KBO 리그 단일 시즌 후반기 최다 기록을 세웠다.
- 감사용은 KBO 리그 역대 단일 시즌 9이닝 당 최소 탈삼진(1.55), 구단 사상 단일 시즌 최다 피홈런(25), 구단 사상 단일 시즌 최저 사이영 포인트(-25.9) 기록을 세웠다. 또한 총 16회 선발등판하여 규정 이닝도 채웠으나, 선발 승은 한 번도 거두지 못했다. 참고로 영화 슈퍼스타 감사용의 주인공 감사용의 모티브가 이 시즌의 감사용이다.
- 오문현은 후반기 7개의 희생플라이를 허용하여 KBO 리그 단일 시즌 후반기 최다 기록을 세웠다.
- 인호봉은 3월 28일 삼성 라이온즈와의 경기에 선발등판하여 완투승을 챙김으로써 구단 사상 첫 등판 투수이자 첫 승리 투수가 되었다. 이날 경기에 1번 타자로 출전한 이철성이 구단 사상 최초로 타석을 소화한 선수가 되었다.
- 김재현은 3월 31일 삼성 라이온즈와의 경기에서 완투패를 기록하여 구단 사상 첫 패전투수가 되었으며, 피안타율 0.336, 홈경기 평균자책점 6.59로 규정이닝을 충족한 투수들 중 구단 사상 단일 시즌 최고 기록을 세웠다.
- 김경남은 야수였지만 4월 11일 MBC 청룡과의 경기에서는 선발 투수로 등판했다. 이는 김경남의 커리어 사상 처음이자 마지막 등판이었다. 한편 순출루율 0.029에 그쳐 구단 사상 단일 시즌 최저 기록을 세웠다(규정타석 충족).
- 인호봉은 5월 5일 롯데 자이언츠와의 경기에서 구단 사상 첫 세이브를 기록했다.
- 1982년 신인드래프트에서 외야수 신현석(1라운드)과 유제룡(2라운드)을 지명했으나, 두 선수 모두 지명권 포기로 입단하지 않았다.
- 팀은 5월 20일 삼성 라이온즈와 KBO 리그 사상 첫 야간 경기를 치렀다.
- 5월 23일 롯데 자이언츠와의 경기에서 감사용이 승리투수가 되고 김동철이 세이브를 기록했는데, 이는 감사용의 프로 통산 유일한 승리이자 김동철의 프로 통산 유일한 세이브다.
- 팀은 올스타전 베스트 10에 아무도 선정되지 못해 KBO 리그 사상 최초의 올스타 미배출팀이 되었다.
- 오문현은 확인되는 선수 중 KBO 리그 역대 최초로 리그 도중에 스카우트되어 입단한 선수다.
- 이 시즌에 한 경기라도 출전한 야수들의 경기 수를 더하면 총 874경기로, 이는 KBO 리그 역대 최소 기록이다.
- 감사용과 김동철은 규정 이닝을 채웠음에도 1승에 그쳤다.
- 김재현은 KBO 리그 사상 최초로 단일 시즌 100이닝-100자책점을 기록했다.
- 김동철과 박경호는 이 시즌을 끝으로 은퇴하여 KBO 리그 사상 월요일 경기 통산 평균자책점 0.00을 기록한 최초의 선수들이 되었다. 또한 박경호는 월요일 경기 통산 피안타율 0.000을 기록한 최초의 선수가 되었다.
- 1983 신인 드래프트에서 구단 사상 첫 1차 지명을 통해 김상기, 김진우, 박명운, 임호균을 영입했으며, 2차 1라운드에 지명된 김대진은 구단 사상 최초로 2차 지명으로 입단한 선수가 되었다.
- 1983 신인 드래프트에서 최홍석, 이선웅, 정구선을 KBO 리그 사상 최초의 지명권 양도 계약으로 영입했다.
- 1983 신인 드래프트 당시 2차 지명 선수인 외야수 김대진, 투수 유종천, 내야수 이광길을 모두 입단시키는 데 성공했다.
- 이광길은 1983 신인 드래프트를 통해 프로에 진출한 선수 중 가장 후순위로 지명되었다.
- 정성만은 시즌 종료 후 신고선수로 입단했다. 이는 확인되는 선수 중 KBO 리그 역대 최초의 신고선수 입단 사례다.

### 타이틀
- KBO 골든글러브: 양승관 (외야수)
- 올스타전 추천선수: 금광옥, 김경남, 송경섭, 조흥운, 양승관
- 한미친선프로야구대회 올스타: 이선덕(코치), 금광옥
- 컴투스프로야구 80년대 삼미 슈퍼스타즈 라인업: 감사용 (중계투수), 금광옥 (포수), 조흥운 (유격수)
- 컴투스프로야구 KBO 원년 라인업: 감사용 (마무리투수)
- 3루타: 김경남 (5)

### 선수단
- 선발투수: 오문현
- 구원투수: 박경호, 감사용
- 마무리투수: 한상연, 김동철, 김재현, 인호봉
- 포수: 금광옥, 최영환, 김진철
- 1루수: 김무관
- 2루수: 김경남
- 유격수: 조흥운, 허운
- 3루수: 송경섭, 김구길
- 좌익수: 박준영
- 중견수: 김호인, 이경수, 문주모
- 우익수: 양승관, 이철성
- 지명타자: 장정기, 이춘근, 이찬선

## 1983년
- 순위 : 전기 2위, 후기 공동2위, 통합 3위
- 감독 : 김진영 (폭력 사태로 임기 중단)
- 감독 대행 : 이재환 > 이선덕 > 박현식
- 장명부와 이영구를 구단 사상 최초의 자유계약으로 영입했다.
- 1983년 신인드래프트 1차 지명으로 김상기, 김진우, 박명운, 임호균을 영입했다. 이는 팀 사상 최초의 드래프트를 통한 영입이었다.
- 장명부는 전반기 선발등판 24회, 215.2이닝, 상대한 타자 수 885명, 상대 타수 811, 211피안타, 38 피2루타, 3114구 투구로 KBO 리그 단일 시즌 전반기 최다 기록을 세웠다.
- 장명부는 후반기 20경기에 선발등판, 211.2이닝, 상대한 타자 수 827명, 상대 타수 748, 177피안타, 2779구 투구로 KBO 리그 단일 시즌 후반기 최다 기록을 세웠다.
- 장명부는 이 해 역대 단일 시즌 최다 승(30), 최다 선발승(28), 최다 이닝(427.1), 홈경기 최다 이닝(195.1), 원정 경기 최다 이닝(232), 최다 완투(36), 최다 선발등판(44), 최다 원정경기 선발등판(26), 최다 선발이닝(380.2), 원정경기 최다승(17), 원정 경기 최다 실점(81), 최다 타자 상대(1712), 최다 피안타(388), 최고 선발투수 WAR(10.00), 최고 사이영포인트(153.7)를 기록했다. KBO 사상 첫 20승 투수이자 첫 30승 투수가 되었으며 처음으로 단일 시즌 200이닝-200탈삼진을 기록한 선수가 되었다. 또한 인플레이 타구 1324개 허용, 220탈삼진으로 구단 사상 단일 시즌 최다 인플레이 타구 허용, 최다 탈삼진 투수가 되었다.
- 장명부는 KBO 리그 사상 최초로 단일 시즌 규정 이닝을 채운 용병 투수가 되었다.
- 장명부는 KBO 리그 사상 최초의 억대 연봉자가 되었다. 다만 공식 발표 연봉은 억대가 아니었기 때문에 공식 기록은 아니다.
- 장명부는 이 시즌에 베스트 10 투수 부문 수상자가 되어 팀 사상 유일한 베스트 10 수상자로 남게 되었다.
- 장명부는 WAR 10.98로 KBO 리그 사상 최초로 단일 시즌 WAR 10을 넘긴 투수가 되었다.
- 전기리그와 후기리그 중 한 번이라도 1위를 기록해야 포스트시즌(한국시리즈)에 진출할 수 있는 규정 탓에 포스트시즌 진출에 실패했다.
- 이 시즌에 삼미 슈퍼스타즈는 KBO 리그 팀들 중 최초로 2군을 만들었다.
- 1월 10일에 삼성 라이온즈로부터 정구왕을 트레이드로 영입했다. 이는 구단 역사상 첫 트레이드였다.
- 장명부는 5월 8일부터 5월 29일까지 8경기 연속 완투승을 기록해 KBO 리그 역대 최다 경기 연속 완투승 기록을 세웠다.
- 팀은 1982년 5월 12일부터 1983년 4월 6일까지 수요일 경기는 모두 져 수요일 16연패로 특정 요일 최다 연패 기록을 세웠다.
- 정성만은 이 시즌에 14이닝 완투승을 기록하여 KBO 리그 역대 최다 투구이닝 승리 기록을 세웠다.
- 팀은 시즌 36도루로 KBO 리그 역대 단일 시즌 팀 최소 도루를 기록했다.
- 이 시즌 팀은 일부 선발 투수들에게 크게 의존하여, 선발 투수들은 완투 횟수 56회로 역대 최다 기록을 세웠고, 구원 투수들의 구원 등판 횟수가 총 60회에 그쳤다. 이는 KBO 리그 역대 최소 기록이다.
- 장명부는 올스타전 1차전과 2차전에 모두 선발등판하여 단일 시즌 올스타전에서 두 차례 선발등판한 KBO 리그 최초의 선수가 되었다. 또한 KBO 올스타전 사상 첫 용병 선발투수로도 기록되었다.
- 이영구는 9월 29일 MBC 청룡과 정규시즌 최종전에 출전하여 시즌 전 경기 출전을 달성함과 동시에, KBO 리그 사상 최초의 단일 시즌 100경기 출전 선수가 되었다. 이 시즌 MBC 청룡의 김인식과 이해창, 그리고 OB 베어스의 신경식도 모든 경기에 출전했으나, MBC 청룡과 OB 베어스의 시즌 최종전보다 삼미 슈퍼스타즈의 시즌 최종전이 더 먼저 치러져 이영구가 이 기록의 주인공이 될 수 있었다.
- 이영구는 KBO 리그 사상 최초로 단일 시즌 규정 타석을 채운 용병 타자가 되었다.
- 감사용은 이 시즌 구원으로만 등판하여 1982년 원래 야수지만 투수로 단 1경기에 등판했던 송진호를 제외하고 KBO 리그 역대 최초로 단일 시즌 선발 등판 0회를 기록했다.
- 이선웅은 당시 규정 타석을 채운 야수 중 유일하게 WAR 음수를 기록했다.
- 11월 17일에 임호균을 롯데 자이언츠로 보내고 권두조, 우경하, 박정후, 김정수를 받는, KBO 리그 역대 최초의 1대 다 트레이드를 진행했다.
- 이 시즌 팀은 한 번도 승패마진이 음수였던 적이 없었는데, 이는 KBO 리그 사상 처음 있는 일이었다.
- 정구왕은 WAR -1.54에 그쳐 구단 타자 사상 단일 시즌 최저 기록을 세웠다.
- 양승관은 KBO 리그 사상 최초로 도루 없이 규정타석을 채웠다.
- 1984 신인 드래프트에서 2차 5라운드에서 최상수를 지명하여 영입해 최상수는 KBO 리그 사상 최초의 5라운드 지명 선수가 되었다.
- 이전 시즌에 감독을 맡고, 이 시즌에 감독 대행을 맡았던 박현식은 이듬해 KBO 심판위원장이 되면서 KBO 리그 역대 최초의 프로 감독 출신 심판위원장이 되었다.

### 타이틀
- 베스트 10: 장명부 (투수)
- KBO 골든글러브: 정구선 (2루수)
- 올스타 선정: 장명부 (투수), 김진우 (포수)
- 올스타전 추천선수: 임호균, 정구선, 김대진, 양승관
- 컴투스프로야구 80년대 올스타: 장명부 (선발투수)
- 컴투스프로야구 80년대 삼미 슈퍼스타즈 라인업: 장명부 (선발투수), 임호균 (선발투수), 김상기 (선발투수), 김재현 (중계투수), 인호봉 (중계투수), 오문현 (중계투수), 이선웅 (3루수), 김대진 (좌익수), 양승관 (우익수), 정구왕 (지명타자)
- 컴투스프로야구 선정 프로야구 초창기 대기록 라인업: 장명부
- 출장(투수): 장명부 (60)
- 선발등판: 장명부 (44)
- 마무리등판: 장명부 (51)
- 완투: 장명부 (36)
- 완봉: 장명부 (6) -> 구단 역대 1위
- 다승: 장명부 (30)(28선발승)
- 이닝: 장명부 (427.1) -> KBO 리그 역대 1위
- 상대한 타자 수: 장명부 (1712)
- 탈삼진: 장명부 (220)
- WAR: 장명부 (10.98) -> 구단 역대 1위
- 선발 WAA: 장명부 (4.40)
- 선발 WAR: 장명부 (10.00)
- 출장(타자): 이영구 (100)
- 고의4구: 김진우 (9)
- 희생타: 이영구 (12)
- 수비 WAA: 이선웅 (0.56)

### 선수단
- 선발투수: 장명부, 임호균, 정성만, 김상기, 유종천
- 구원투수: -
- 마무리투수: 김재현, 감사용, 인호봉, 오문현
- 포수: 김진우, 금광옥, 최영환
- 1루수: 장정기
- 2루수: 정구선, 허운, 이철성
- 유격수: 이영구, 조흥운, 김경남
- 3루수: 이선웅
- 좌익수: 김대진, 김무관, 정구왕
- 중견수: 박준영, 이광길
- 우익수: 양승관, 최홍석
- 지명타자: 백인천, 엄태섭

## 1984년
- 순위 : 전기 6위(최하위), 후기 6위(최하위), 통합 6위(최하위)
- 감독 : 김진영
- 희생플라이 11개로 KBO 리그 역대 단일 시즌 팀 최소 희생플라이를 기록했다.
- 8월 15일에 김대진을 OB 베어스에 무상 트레이드로 넘겨주었다. 이는 KBO 리그 사상 최초의 무상 트레이드다.
- 감사용은 9월 13일 롯데 자이언츠와의 경기에 구원 등판한 것이 이 시즌의 유일한 등판이었는데, 이 경기에서 무실점을 기록함에 따라 KBO 리그 사상 첫 단일 시즌 무실점 투수가 되었다.
- 장명부는 홈경기 14패 34피2루타로 KBO 리그 역대 단일 시즌 홈경기 최다 기록을 세웠다.
- 장명부는 후반기 12패, 피2루타 30개로 KBO 리그 단일 시즌 후반기 최다 기록을 세웠다.
- 장명부는 KBO 리그 사상 최초의 단일 시즌 20패를 기록했음에도 WAR 3.57을 기록하여 KBO 리그 역대 단일 시즌 양수 WAR을 기록한 선수 중 최다 패 기록을 세웠다.
- 정성만은 당시 규정 이닝 충족 투수 중 유일하게 음수 WAR을 기록했다.
- 구단 사상 처음으로 시즌 도중에 감독 교체 혹은 감독 대행 체제 없이 단일 감독으로 시즌을 완주했다. 또한 KBO 리그 사상 처음으로 리그 내 모든 팀이 단일 감독으로 시즌을 완주했다.
- 백인천은 만 40세 때부터의 통산 타석 당 삼진률 7.1%로 KBO 리그 40대 타자 통산 최저 기록을 세웠다.
- 1985 신인드래프트에서 김명성은 구단 사상 최초로 1차 지명된 외야수가 되었다.

### 타이틀
- KBO 골든글러브: 정구선 (2루수)
- 올스타 선정: 김진우 (포수), 정구선 (2루수)
- 올스타전 추천선수: 최계훈, 장명부, 김우근
- 컴투스프로야구 80년대 삼미 슈퍼스타즈 라인업: 정성만 (선발투수), 박정후 (선발투수), 신태중 (중계투수), 최계훈 (마무리투수), 김정수 (1루수), 정구선 (2루수), 김우근 (중견수)
- 수비 WAA: 김우근 (0.73)
- 출장(타자): 권두조, 이영구 (100)
- 볼넷: 정구선 (62)
- 희생타: 권두조 (20)
- 완투: 장명부 (15)

### 선수단
- 선발투수: 장명부, 박정후, 정성만, 신태중
- 구원투수: 김덕열, 오문현
- 마무리투수: 최계훈, 김상기, 감사용, 김재현, 인호봉
- 포수: 김진우, 금광옥, 최영환, 김호근
- 1루수: 김정수, 우경하
- 2루수: 정구선
- 유격수: 권두조, 조흥운, 이선웅
- 3루수: 이영구, 김유동
- 좌익수: 정구왕, 박준영, 김경남
- 중견수: 김우근, 최홍석
- 우익수: 양승관
- 지명타자: 백인천, 허운, 엄태섭, 장정기, 김무관, 김대진

## 1985년
- 팀은 구단 사상 최초로 시범경기 1위를 차지했다. 다만 이후 최하위로 정규시즌을 마감하여 시범경기 1위를 하고도 정규시즌 최하위에 그친 KBO 리그 사상 첫 구단이 되었다.
- 성적 부진과 재정난으로 인해 청보식품에 팀이 매각되어 전기리그까지만 삼미 슈퍼스타즈라는 이름으로 참가했고 후기리그부터는 청보 핀토스라는 이름으로 리그 참가하게 되었다.
- 팀은 3월 31일부터 4월 29일까지 18연패에 빠져 KBO 리그 사상 최다 연패 기록을 세웠다.
- 정성만은 6월 16일 MBC 청룡과의 경기에서 삼미 슈퍼스타즈 사상 마지막 세이브를 기록했다.
- 정성만은 6월 19일 해태 타이거즈와의 경기에서 삼미 슈퍼스타즈라는 팀명으로 마지막 승리를 거둔 투수가 되었다.
- 장명부는 6월 21일 롯데 자이언츠와의 경기에서 삼미 슈퍼스타즈를 팀명으로 한 마지막 패전투수가 되었고, 정성만이 마지막 등판 투수가 되었다. 마지막으로 타석을 소화한 타자는 조흥운이었다.
- 장명부는 1985년 전반기까지의 누적 WAR 12.23으로 삼미 슈퍼스타즈 사상 통산 최고 WAR 기록을 세웠으며, 인호봉은 누적 WAR -2.54로 구단 최저 기록을 세웠다.
- 장명부는 전반기 14패 107실점으로 KBO 리그 단일 시즌 전반기 최다 기록을 세웠다.

### 선수단
- 1985년 청보 핀토스 시즌

## 같이 보기
- 슈퍼스타 감사용